# Bromus orcuttianus
Bromus orcuttianus es una especie herbácea y anual perteneciente a la familia de las gramíneas (Poaceae).

## Distribución
Es originaria del oeste de Norteamérica desde Washington a Baja California, donde crece en muchos tipos de hábitat.

## Descripción
Es una hierba perenne que puede alcanzar los 1,6 metros de altura. La inflorescencia es un conjunto abierto de espiguillas, las inferiores caídas. Las espiguillas son aplanadas y tienen cortas barbas en las puntas de los frutos.

## Taxonomía
Bromus orcuttianus fue descrita por George Vasey y publicado en Botanical Gazette 10(2): 223–224. 1885.
Etimología
Bromus: nombre genérico que deriva del griego bromos = (avena), o de broma = (alimento).
orcuttianus: epíteto otorgado en honor del botánico estadounidense Charles Russell Orcutt.
Sinonimia
- Bromopsis orcuttiana (Vasey) Holub
- Bromus brachyphyllus Merr.
- Bromus hallii (Hitchc.) Saarela & P.M. Peterson
- Bromus orcuttianus var. hallii Hitchc.[3][4]